# Боб — прожигатель жизни
«Боб — прожигатель жизни» (фр. Bob le Flambeur) — французский криминальный фильм режиссёра Жана-Пьера Мельвиля, вышедший на экраны в 1956 году.
Фильм часто относят к жанру фильм нуар, а также называют предшественником Французской новой волны, поскольку в нём использованы такие технические приёмы, как съемка ручной камерой и монтаж с резкой сменой кадров.

## Сюжет
Двадцать лет назад Боб Монтань (Роже Дюшен) сидел в тюрьме после неудачного ограбления банка. С тех пор он живёт в парижском районе Монмартр, где своей порядочностью и джентльменским поведением завоевал немалый авторитет у обитателей квартала, среди которых преобладают владельцы местных ресторанчиков и баров, карточные игроки, мелкие преступники и девушки легкого поведения. Большое уважение к Бобу испытывает и шеф местной полиции, комиссар Ледрю (Ги Декомбль), которому Боб когда-то спас жизнь.
В одном из кафе Боб знакомится с молодой девушкой по имени Анна (Изабель Кори), у которой нет собственного жилья, и она часто поводит ночи с мужчинами только ради ночлега. Боб дает ей денег на гостиницу, а несколько дней спустя приводит в свою квартиру и знакомит со своим молодым другом и протеже по имени Паоло (Даниель Коши). Очень скоро между Анной и Паоло начинаются близкие отношения. С другой стороны, Боб отказывается помочь местному сутенеру Марку (Жерар Бюр), когда тому грозит тюрьма за избиение проститутки. В итоге Марк оказывается в полиции, и чтобы избежать попадания за решетку, соглашается стать доносчиком.
Главной страстью Боба являются азартные игры, он готов играть в любое время суток, в любом месте, в самые разные игры, но везет ему далеко не всегда. После очередной неудачи в игре Боб оказывается на грани финансового краха.
Однажды знакомый Боба, опытный медвежатник по имени Роже (Андре Гаре) встречает в казино в городе Довиле некого Жана (Клод Серваль), который когда-то входил в одну из мелких бандитских группировок, но затем отошёл от дел и получил работу крупье. От Жана Роже узнает, что в сейфе казино каждое утро после окончания игры скапливаются большие суммы наличных денег. Роже делится этой информацией с Бобом, который решает ограбить казино.
Боб и Роже находят человека, который готов финансировать ограбление за половину общей добычи, затем начинают разрабатывать план и собирать команду. Они приезжают в Довиль и проводят внимательный осмотр казино, фиксируя на бумаге все важные детали. Затем Роже встречается с Жаном, и путём шантажа его и обещания большого гонорара заставляет того достать точный план первого этажа и узнать марку и номер сейфа. Жан привозит Роже документы, получает деньги и новое задание — при ограблении отключить лифт и подать сигнал, который послужит началом операции. Когда на полученные деньги Жан покупает жене украшения, она догадывается, откуда деньги, и требует, чтобы он поехал к Роже и потребовал значительного увеличения гонорара.
Боб приглашает принять в ограблении Паоло, тот с радостью соглашается. Ночью он рассказывает Анне, что скоро достанет для неё денег, так как на следующий день участвует в ограблении казино в Довиле.
Роже отрабатывает технологию вскрытия сейфа, Боб собирает для ограбления большую команду и проводит подробный посекундный инструктаж, кто и что будет делать в момент ограбления. Сначала показывает все на начерченном плане на доске, а затем расставляет людей на земле, показывая каждому его манёвр.
Следует вставной эпизод, в котором показывается, как должно было пройти ограбление по версии Боба.
Вечером Боб в одном из ресторанов видит Анну, идет с ней танцевать, но не просит порвать с Паоло и переехать к нему. После его ухода Анна остается развлекать клиентов, к ней подсаживается Марк, который предлагает пойти в другой ресторан. Вечер Анна заканчивает в постели Марка. Она хвалится, что скоро Паоло разбогатеет, так как вместе с Бобом идет на ограбление казино в Довиле. Марк спешит сообщить эту информацию полиции. Анна понимает, что проболталась и торопится к Бобу, чтобы рассказать ему об этом.
Боб оставляет Анне ключ от своей квартиры, а сам быстро находит Роже и Паоло, чтобы обсудить ситуацию. Паоло уходит на поиски Марка, и в тот момент, когда тот из уличного автомата звонит в полицию, чтобы сообщить детали плана огрбления, убивает его из пистолета.
Жан с женой разыскивают Роже и Боба, чтобы потребовать больше денег, но не находят их, и тогда решают позвонить в полицию, чтобы сообщить об ограблении. Однако комиссара нет на месте, и тогда жена запрещает Жану принимать участие в ограблении. Комиссар Ледрю пытается предостеречь Боба от участия в ограблении, обходит все известные бары и кафе, в итоге, не найдя его, передает через знакомую барменшу, что знает про Довиль. В конце концов инспектор дает указание принять меры защиты казино от ограбления.
Тем временем Боб надевает смокинг и в половину второго ночи входит в казино. Он должен получить сигнал от Жана, что все в порядке, но Жана нет. Не обратив на это внимание, Боб идет в игровой зал и начинает играть. Время летит совершенно незаметно, Бобу очень везет, он все больше повышает ставки и все больше выигрывает, переходит в особый кабинет, продолжает играть и там, в итоге выигрывает огромную сумму денег. В этот момент наступает пять утра. Налётчики подъезжают на автомобилях к казино. Увлеченный игрой, Боб не успевает выйти им навстречу и остановить ограбление. Появляется отряд полиции, начинается интенсивная перестрелка, в ходе которой Паоло получает ранение и умирает на руках у Боба. Комиссар надевает на Боба наручники, а тем временем несколько служащих выносят огромные упаковки денег и складывают их в багажник автомобиля Ледрю. Туда же садится и Боб. По дороге Ледрю объясняет, что Бобу может грозить до пяти лет за попытку ограбления, с хорошим адвокатом этот срок можно сократить и до трёх лет, а если не удастся доказать злого умысла в его действиях, то, возможно, всё для него обойдется и без суда…

## В главных ролях
- Роже Дюшен — Боб Монтань
- Изабель Кори — Анна
- Даниель Коши — Паоло
- Ги Декомбль — комиссар Ледрю
- Андре Гаре — Роже
- Жерар Бюр — Марк
- Клод Серваль — Жан, крупье

## Создание
Проект Мельвиля находился в производстве O. G. C., Productions Jenner, Play Art, La Cyme. Натурные съёмки осуществлялись в Париже и Довиле, а также на собственной студии Jenner Мельвиля с мая по сентябрь 1956 года. Премьера в Париже прошла 24 августа 1956 года. 

## Оценка критики
Винсент Кэнби в «Нью-йорк таймс» в 1981 году отметил: «Любовь Мельвиля к американским гангстерским фильмам, наверное, никогда не проявлялась столь увлекательно и остроумно, как в „Бобе — прожигателе жизни“, который был лишь четвёртым фильмом режиссёра, поставленным ещё до того, как он получил доступ к большим бюджетам и крупным звёздам, таким как Жан-Поль Бельмондо и Ален Делон в его последующих фильмах».

## Ремейк
В 2002 году режиссёр Нил Джордан сделал ремейк фильма под названием «Хороший вор» с Ником Нолти в главной роли.